# Nick Rimando
Nicholas Paul 'Nick' Rimando (Montclair, 17 juni 1979) is een Amerikaans voormalig betaald voetballer. In 2007 verruilde hij DC United voor Real Salt Lake uit de Major League Soccer. Ook kwam hij van 2002 tot 2018 uit voor het Amerikaans voetbalelftal.

## Clubcarrière
Rimando werd als 35e geselecteerd in de 2000 MLS SuperDraft door de Miami Fusion. Toen de Fusion in 2001 ophielden met bestaan werd Rimando overgenomen door D.C. United. Ondanks dat hij in 2002 nog in alle wedstrijden startte ging het na zijn blessure in 2003 een stuk minder. Hij raakte zijn basisplaats kwijt aan Troy Perkins waarna hij in 2006 samen met Freddy Adu naar Real Salt Lake werd gestuurd. Bij Real Salt Lake was hij al snel basiskracht en tot op heden is het een van de beste doelmannen in Major League Soccer. Zijn katachtige reddingen zorgen er al jaren voor dat Real Salt Lake defensief een zeer stabiele ploeg is. Real Salt Lake behaalde zelfs een MLS record voor de minste goals in een seizoen, Slechts 20 in 30 wedstrijden.

## Interlandcarrière
Rimando maakte zijn debuut bij het Amerikaans voetbalelftal op 17 november 2002 in een wedstrijd tegen El Salvador. Daarna bleef het lange tijd stil totdat in 2010 Bob Bradley hem uitnodigde mee te trainen met het nationale elftal in voorbereiding op het WK. Echter werd hij niet geselecteerd voor de definitieve selectie voor het toernooi. Sinds het aanstellen van Jürgen Klinsmann als bondscoach van het Amerikaans voetbalelftal wordt Rimando vooral opgeroepen als derde doelman achter Tim Howard en Brad Guzan.
Op 28 juli 2013 won Rimando met de Verenigde Staten de Gold Cup. Hij was op het toernooi eerste keus tussen de palen en speelde slechts één wedstrijd niet.